# Palazzo del Vescovo e del Podestà
Il palazzo del Vescovo e del Podestà si trova a Montopoli Valdarno, in provincia di Pisa.
La costruzione di questo importante palazzo risalirebbe al 1200 circa; secondo le fonti in esso avrebbe trovato rifugio anche Niccolò Machiavelli durante il periodo della rinascita della Repubblica Fiorentina, cioè in quell'intervallo di tempo tra la cacciata e il ritorno al potere della famiglia Medici a Firenze.
Oggi il grande loggiato, caratteristica originale del palazzo, purtroppo è scomparso, ma lo stesso elemento architettonico è presente nel Palazzo dell'Antica Cancelleria.

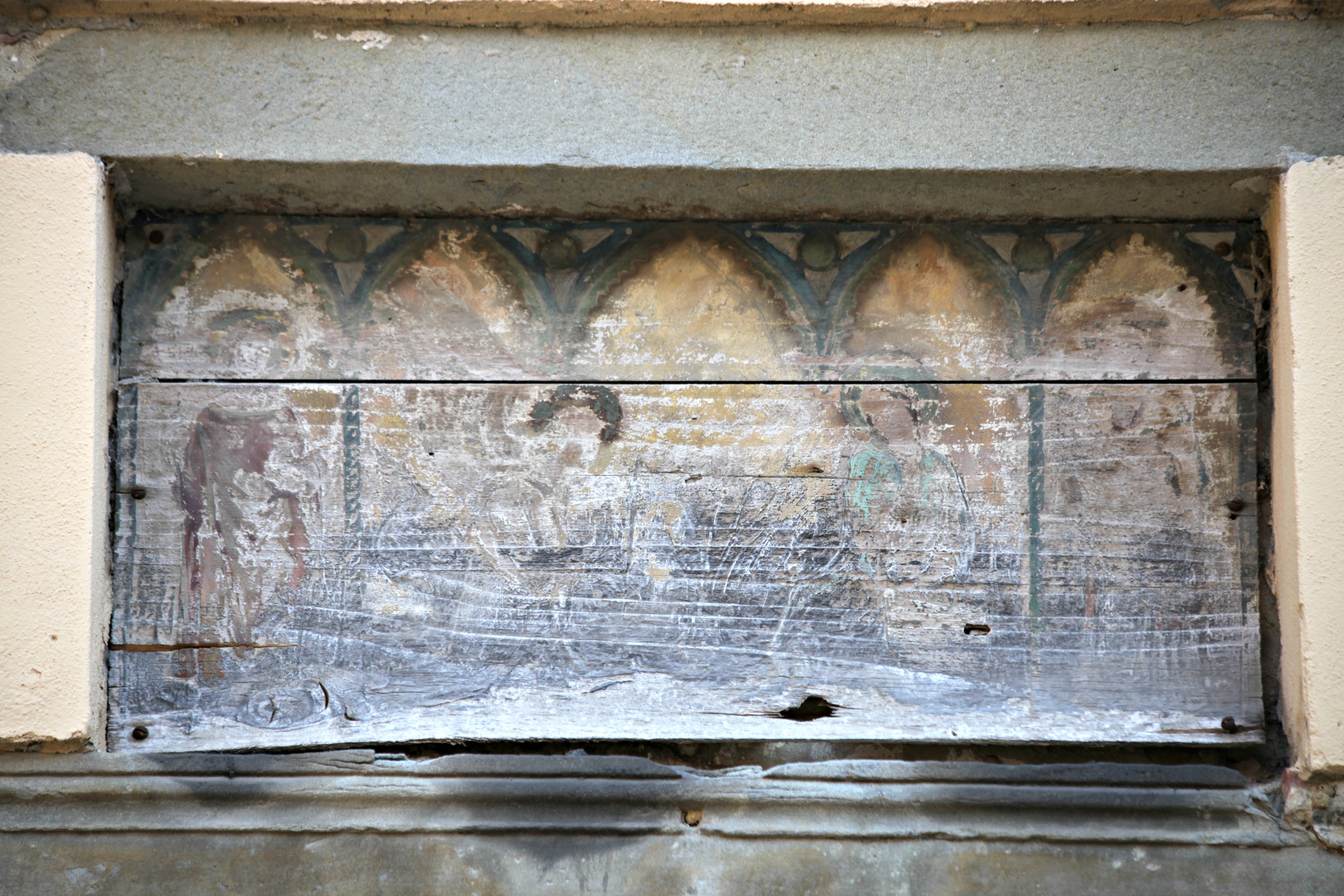
Annunciazione collocato nel palazzo